# Teodor Branàs
Teodor Branàs, en grec medieval Θεόδωρος Βρανᾶς, de vegades anomenat Teodor Comnè Branàs, va ser un general de l'Imperi Romà d'Orient sota Isaac II Àngel, i després de l'Imperi Llatí amb Balduí I. Sota el govern dels llatins se li va donar el títol de Cèsar i el 1206 es va convertir en governador i senyor d'Adrianòpolis. Se l'anomena Li Vernas pels cronistes occidentals de la Quarta Croada, inclòs Godofreu I de Villehardouin.
Es va casar amb l'emperadriu Agnès de França, vídua de dos emperadors. Sota l'emperador Isaac II Àngel, Teodor Branàs va lluitar amb èxits limitats. Com a comandant d'un cos de mercenaris alans, va ser l'únic general romà d'Orient que va resistir els croats germànics en un enfrontament a Prousenos, prop de Filipòpolis, el 1189. Juntament amb Joan Petralifes, Miquel Cantacuzè i altres, va participar en el cop d'estat per substituir Isaac pel seu germà Aleix III Àngel el 1195. Va lluitar contra diversos enemics sota Aleix III i va ser nomenat Dux dels temes d'Adrianòpolis i de Demòtica. Va ser cridat per l'emperador durant la defensa inicial de Constantinoble contra la Quarta Croada, el 1202 - 1203.
Després de la caiguda de Constantinoble el 1204, Teodor Branàs sembla que va arribar ràpidament a un acord amb el nou Imperi Llatí. En aquella època Teodor es va casar amb Agnès de França sense que es pugui precisar exactament l'any. Van tenir almenys una filla que es va casar amb Narjot de Toucy. Durant diversos anys, Teodor, i presumptament Anna, van ser d'una ajuda inestimable per l'Imperi Llatí. Teodor era un dels pocs grecs notables que els va oferir el seu suport immediat i, possiblement el 1206, va rebre el títol de Cèsar a canvi de l'ajuda.
La darrera menció de Teodor Branàs és del 1219 com a governador de Constantinoble.